# Karina Istomina
Karina Istomina (en ruso: Карина Игоревна Истомина) (Moscú, 20 de abril de 1994) es una DJ, bloguera, podcaster, influencer de Instagram y ex modelo rusa.

## Biografía
Nacida en Moscú, comenzó su carrera como modelo a los 15 años y pronto se trasladó a la ciudad de Nueva York. Se graduó en la Escuela Superior de Economía (Facultad de Comunicación Audiovisual) en 2016. También ha trabajado como directora de relaciones públicas para la banda rusa de synthpop Tesla Boy durante un año.
En 2021 llegó a ser una de las DJ más reconocidas de Moscú. Fue la única bloguera musical rusa que ha cooperado con Apple Music, para la que prepara listas de reproducción exclusivas. En diciembre de 2019, Karina Istomina y Xenia Dukalis lanzaron el álbum Trendy Snakes en el género del rap alternativo femenino bajo el sello ASC.
De 2019 a 2021 fue copresentadora del programa Girlfriends en el canal de YouTube Gentle Editor, junto con Tatiana Mingalimova, Xenia Dukalis y Tatiana Starikova, donde han debatido sobre feminismo, autoestima, acoso escolar, relaciones sexuales y otros temas con expertos y estrellas invitadas.
En febrero de 2021, Istomina comenzó un nuevo programa en TikTok llamado Musical Thursday (en ruso: Музыкальный четверг, Muzykal'ny chetverg). En abril de 2021, Istomina lanzó el proyecto de YouTube It's easier to Cope (ruso: Справиться проще, Spravitsya proshe), dedicado a los problemas de salud mental.
En marzo de 2022, Rusia bloqueó el acceso a Instagram y, por lo tanto, una importante fuente de ingresos para los influencers, entre ellos Istomina. Ella reaccionó diciendo: "Para ser sincera, estoy absolutamente devastada por perder mi página. He gestionado mi perfil durante más de 10 años. Lo más probable es que tenga que encontrar nuevas fuentes de ingresos, tendré que redescubrirme".
En 2021, Istomina anunció públicamente su adicción a las drogas, su deseo de autolesionarse y sus problemas mentales.